# نورمان ب جد
نورمان ب جد (بالإنجليزية: Norman B. Judd)‏ (و. 1815 – 1878 م) هو سياسي، دبلوماسي، محام من الولايات المتحدة الأمريكية ولد في رومي، نيويورك.